# Gago
Gago es un apellido relativamente frecuente y repartido por toda España. Se registra sobre todo en la Comunidad de Madrid, Cádiz, Zamora, Pontevedra, Barcelona, La Coruña, León, Sevilla, Valladolid, Vizcaya, Badajoz, Orense, Cantabria, etc. 

## Historia
El primer Gago del que se obtienen datos es un tal Iohannes Gago, de Sanabria (Zamora), en el año 1.188. Lo cita Castañeda Rodríguez González en el libro Tumbo de S. Martín de Castañeda, CSIC, Inst. S. Isidro de León, 1973, en la página 134).
Antonio Machado de Faria nos dice en su Armorial Lusitano que el nombre Gago ya se usaba en el siglo XII en Portugal. 
La primera cita en Galicia es la de Martín Gago, en el año de 1288, en Pontevedra. Lo cita Oia Portela Silva, E., en el libro La región del obispado de Tuy en los siglos XII-XV, en Compostelanum, XX, 1-4, p. 355-458 (1975), en la página n.° 369.
Otras referencias de los Gago, según el libro Armas y Triunfos de los Hijos de Galicia, de Fray Felipe de la Gándara, publicado en 1662 son:
- Hacia 1214 Rui Pérez Gago, Comendador de la Casa de Mora y Pedro Yáñez Gago, Comendador, ambos de la Orden de Santiago.
- En 1296 aparece Vasco Gago como Comendador de las Casas de Zamora de la Orden de Alcántara.
- También es mencionado un tal Arias Gago en la conquista de Sevilla en 1248.

Pedro Anes Gago de Riba de Vizela, citado en 1240, gobernador del territorio norteño de Trás-os-Montes, en Portugal, limitando por parte española con Orense y Zamora, es el primer dato en tierras de Portugal de un Gago. Pedro Anes "Gago", estuvo casado con Urraca Afonso de Portugal, hija bastarda del rey Alfonso III de Portugal. Sus padres, Joâo Martins de Riba de Vizela y  Doña Urraca Abril de Lumiares, abuelos Abril Peres -Señor do Couto de Lumiares- y Sancha Nunes Barbosa, y bisabuelos Pedro Afonso de Viegas y Urraca Afonso, señora de Aveiro-.
Rodolfo I apodado el "Gago", citado en 1274, duque de Baviera y hermano de Luis IV de Baviera, emperador de Alemania, se quedó sólo en apodo y no parece haberse incorporado como apellido.
Fueron en Portugal:
- Barones de Fonte Bela: Amâncio Gago da Câmara, Jacinto da Silveira Gago da Câmara, Jacinto Inácio da Silveira Andrade de Albuquerque Gago da Câmara, Estevão Gago da Camara.
- Condes de Botelho: José Honorato Gago da Câmara de Medeiros y Nuno Gonçalo Gago da Câmara Botelho de Medeiros.
- Condes dos Fenais: Amâncio da Silveira Gago da Câmara y Rui Gago da Camara.
- Vizcondes de Botelho: José Honorato Gago da Camara de Medeiros y Gonçalo Vaz Gago da Câmara de Medeiros e Botelho.

Todos ellos de Portugal y todos ellos de la rama Câmara de donde probablemente heredaron sus títulos nobiliarios.
Por parte española, fueron: 
- Marqueses de Leis: José Bernardo Gago y Romero de Leis; Cristóbal Gago y Tavares; María J. Gago Tavares Pimentel; José Mª Montenegro y Gago y Pimentel Romero y Leis.

Otros datos los da el portugués Santos Ferreira que cita en su Armorial, a Esteban Gago, que pasó posteriormente a España. Siendo capitán tuvo a su cargo la defensa de Fuenterrabía, para incorporarse posteriormente a las órdenes del Gran Capitán. Hablamos del siglo XV y casi con seguridad podemos afirmar que Esteban (Estêvao) tuvo un hermano, Lorenzo.
Así pues podemos situar los primeros Gago de los que tenemos datos, en una zona entre Zamora (España) y Trás-os-Montes (Portugal).
Aparecen más tarde en Galicia en la provincia de Pontevedra, formando familias con los linajes Figueroa, Oca, Mendoza y Montenegro. Es reconocido en Pontevedra como una gran familia patricia de notarios, documentados a partir del siglo XV.
Sin embargo, hay indicios que nos hacen pensar que se usaba en otros lugares de la península ibérica sin descartar que pudiera existir otros lugares, aunque mucho menos popular.